# Damián Arce
Damián Arce (Ezeiza, Argentina; 6 de julio de 1991) es un futbolista argentino. Juega como mediocampista ofensivo y su primer equipo fue Deportivo Riestra. Actualmente se encuentra en FC San Marcos de la Liga 2 del Perú.

## Trayectoria
Damián Arce inició su carrera en Boca Juniors, donde jugó en inferiores y llegó hasta la Reserva. Sin embargo, ante la falta de oportunidades, debió abandonar el club de la Ribera.
Su debut se produjo en 2012 con la camiseta de Deportivo Riestra, club que en ese entonces militaba en la Primera D. Sus destacadas actuaciones en esa temporada le permitieron saltar dos categorías e incorporarse a Almagro. Allí siguió creciendo como futbolista y terminó de consolidarse en 2015, cuando convirtió 7 goles en 40 partidos y se transformó en la figura del equipo que logró el ascenso a la Primera B Nacional ganando el Reducido.
A principios de 2016 se sumó a Quilmes. Si bien había firmado por 18 meses, el poco rodaje que tuvo en el semestre hizo que a mitad de año rescindiera su contrato con el club de común acuerdo. Inmediatamente se trasladó a Paraná para transformarse en refuerzo de Patronato por una temporada.
A mediados de 2017 se incorporó a Unión de Santa Fe, donde sólo estuvo seis meses y no jugó ningún partido oficial.

## Clubes
- Actualizado al 2 de mayo de 2025

| Club                        | Div.                | Temporada           | Liga | Liga | Copa Nacional | Copa Nacional | Copa Internacional | Copa Internacional | Total | Total |
| Club                        | Div.                | Temporada           | PJ   | G    | PJ            | G             | PJ                 | G                  | PJ    | G     |
| --------------------------- | ------------------- | ------------------- | ---- | ---- | ------------- | ------------- | ------------------ | ------------------ | ----- | ----- |
| Deportivo Riestra Argentina |                     |                     |      |      |               |               |                    |                    |       |       |
| 5.ª                         | 2012/13             | 34                  | 18   | 1    | 0             | -             | -                  | 35                 | 18    |       |
| Total                       | Total               | 34                  | 18   | 1    | 0             | -             | -                  | 35                 | 18    |       |
| Almagro Argentina           |                     |                     |      |      |               |               |                    |                    |       |       |
| 3.ª                         | 2013/14             | 33                  | 4    | 1    | 1             | -             | -                  | 34                 | 5     |       |
| 3.ª                         | 2014                | 13                  | 0    | -    | -             | -             | -                  | 13                 | 0     |       |
| 3.ª                         | 2015                | 40                  | 7    | 1    | 0             | -             | -                  | 41                 | 7     |       |
| 2.ª                         | 2018/19             | 28                  | 3    | 4    | 0             | -             | -                  | 32                 | 3     |       |
| Total                       | Total               | 114                 | 14   | 6    | 1             | -             | -                  | 120                | 15    |       |
| Quilmes Argentina           |                     |                     |      |      |               |               |                    |                    |       |       |
| 1.ª                         | 2016                | 4                   | 0    | 0    | 0             | -             | -                  | 4                  | 0     |       |
| Total                       | Total               | 4                   | 0    | 0    | 0             | -             | -                  | 4                  | 0     |       |
| Patronato Argentina         |                     |                     |      |      |               |               |                    |                    |       |       |
| 1.ª                         | 2016/17             | 18                  | 5    | 1    | 0             | -             | -                  | 19                 | 5     |       |
| 2.ª                         | 2023                | 25                  | 3    | 1    | 0             | 5             | 1                  | 31                 | 4     |       |
| Total                       | Total               | 43                  | 8    | 2    | 0             | 5             | 1                  | 50                 | 9     |       |
| Unión Argentina             |                     |                     |      |      |               |               |                    |                    |       |       |
| 1.ª                         | 2017/18             | 0                   | 0    | 0    | 0             | -             | -                  | 0                  | 0     |       |
| Total                       | Total               | 0                   | 0    | 0    | 0             | -             | -                  | 0                  | 0     |       |
| San Martín (T) Argentina    |                     |                     |      |      |               |               |                    |                    |       |       |
| 2.ª                         | 2017/18             | 12                  | 0    | 0    | 0             | -             | -                  | 12                 | 0     |       |
| Total                       | Total               | 12                  | 0    | 0    | 0             | -             | -                  | 12                 | 0     |       |
| Instituto Argentina         |                     |                     |      |      |               |               |                    |                    |       |       |
| 2.ª                         | 2019/20             | 18                  | 4    | 1    | 1             | -             | -                  | 19                 | 5     |       |
| 2.ª                         | 2020                | 6                   | 3    | -    | -             | -             | -                  | 6                  | 3     |       |
| 2.ª                         | 2021                | 17                  | 3    | -    | -             | -             | -                  | 17                 | 3     |       |
| Total                       | Total               | 41                  | 10   | 1    | 1             | -             | -                  | 42                 | 11    |       |
| Santiago Wanderers · Chile  |                     |                     |      |      |               |               |                    |                    |       |       |
| 1.ª                         | 2021                | 10                  | 2    | -    | -             | -             | -                  | 10                 | 2     |       |
| 2.ª                         | 2022                | 12                  | 0    | 1    | 1             | -             | -                  | 13                 | 1     |       |
| Total                       | Total               | 22                  | 2    | 1    | 1             | -             | -                  | 23                 | 3     |       |
| Sport Boys · Perú           |                     |                     |      |      |               |               |                    |                    |       |       |
| 1.ª                         | 2024                | 0                   | 0    | -    | -             | -             | -                  | 0                  | 0     |       |
| Total                       | Total               | 0                   | 0    | -    | -             | -             | -                  | 0                  | 0     |       |
| FC San Marcos · Perú        |                     |                     |      |      |               |               |                    |                    |       |       |
| 2.ª                         | 2025                | 5                   | 0    | -    | -             | -             | -                  | 5                  | 0     |       |
| Total                       | Total               | 5                   | 0    | -    | -             | -             | -                  | 5                  | 0     |       |
| Total en su carrera         | Total en su carrera | Total en su carrera | 275  | 52   | 11            | 3             | 5                  | 1                  | 291   | 56    |

## Palmarés
| Título                     | Club                  | País      | Año  |
| -------------------------- | --------------------- | --------- | ---- |
| Ascenso a la B Nacional    | Almagro               | Argentina | 2015 |
| Ascenso a Primera División | San Martín de Tucumán | Argentina | 2018 |